# The Prince's Foundation
The Prince's Foundation (precedentemente The Prince of Wales's Institute of Architecture fino al 2011, The Prince's Foundation for the Built Environment fino al 2012 e The Prince's Foundation for Building Community fino al 2018) è un'associazione educativa fondata nel 1986 dal Principe di Galles per insegnare e dimostrare in pratica quei principi di progettazione e architettura urbana tradizionale che mettono le persone e le comunità di cui fanno parte al centro del processo di progettazione.
La fondazione ha coinvolto oltre 8000 persone nella progettazione di un centinaio di progetti che includono campus universitari, nuove città e numerosi edifici tra cui l'Ospedale pediatrico Alder Hey, inaugurato nel 2015. Inoltre, i progetti hanno creato migliaia di posti di lavoro nel Regno Unito.

## Struttura
La Prince's Foundation fa parte di The Prince's Charities, un gruppo di organizzazioni no profit di cui Il Principe di Galles è Presidente: 17 delle 19 organizzazioni benefiche sono state fondate personalmente da The Prince. Nel 2007 l'organizzazione benefica ha ricevuto una donazione di £ 332.408 dalla The Prince's Charity Foundation.

## Principi di progettazione e teoria
La Prince's Foundation opera attraverso l'insegnamento di sei principi fondamentali sull'urbanistica sostenibile, che sono i seguenti:
- Coinvolgere l'interazione sociale
- Creare luoghi
- Consentire il movimento in modo logico e leggibile
- Sostenere il valore del territorio
- Progettare usando le armoniche naturali
- Costruire in modo magnifico

## Perspectives
La rivista Perspectives on Architecture è stata finanziata dall'Institute of Architecture e pubblicata dall'aprile 1994 al marzo 1998. Rifletteva gli obiettivi dell'Istituto ma era editorialmente indipendente, con l'editore per i primi cinque numeri Dan Cruickshank, seguito da Giles Worsley. Il primo numero 'Premier issue è stato lanciato il 15 marzo 1994 con una data di copertina dell'aprile 1994 e una tiratura di 75.000 anche se in seguito quell'anno le vendite erano ben al di sotto dell'obiettivo di pareggio di 35.000 al mese.
La rivista è stata pubblicata congiuntamente da Wordsearch Ltd di Peter Murray e Perfect Harmony Ltd, una società successivamente acquistata e fondata nel 1993 come braccio editoriale dell'Institute of Architecture. La rivista è stata pubblicata mensilmente (escluso dicembre) fino al marzo 1996, quando è diventata bimestrale, a partire dal numero di aprile/maggio. Ha cessato di essere pubblicata nel 1998 dopo quattro anni e 33 numeri, con l'ultimo di febbraio/marzo.
Nel suo primo editoriale, Cruickshank ha scritto che "Perspectives si occupa della cura e della conservazione dei migliori aspetti della nostra storia e della nostra campagna, e della protezione del paesaggio, ma è anche impegnata nell'evoluzione di una nuova architettura che combina la tecnologia temporanea con le idee ispiratrici offerte dagli edifici tradizionali ... La riconciliazione tra vecchio e nuovo, unita alla preoccupazione di mettere in relazione i nuovi edifici con i loro ambienti, ridonando gioia alla nostra visione del mondo. Le prospettive promuoveranno la bellezza e l'ispirazione e il recupero di quel senso spirituale del numinoso che solo la grande architettura o le grandi opere d'arte possono offrire."

## Ruolo futuro
Dopo che il governo annunciò nel 2010 che avrebbe ritirato i finanziamenti per la CABE (organo successore della Royal Fine Arts Commission, est. 1924), il Principe ha proposto che la PFBE potesse assumere il suo ruolo di arbitro del design nei principali interventi di pianificazione. Gli architetti modernisti hanno espresso sgomento per il suggerimento.